# تعقیب اژدها ۲
تعقیب اژدها ۲: تیم وحشی وحشی (انگلیسی: Chasing the Dragon II: Wild Wild Bunch) که قبلاً به عنوان استاد باج شناخته می‌شد، یک فیلم اکشن و جنایی محصول سال ۲۰۱۹ سینمای هنگ کنگ به کارگردانی وانگ جینگ و جیسون کوان با بازی تونی لیانگ کا-فای، لوئیس کو، گوردون لام و سیمون یام است. این فیلم دنباله‌ای بر فیلم تعقیب اژدها (۲۰۱۷) با یک خط داستانی جدید و شخصیت‌های جدید است.

## داستان
قبل از سال ۱۹۹۷، نابغه جنایتکار لوگان لونگ (تونی لیانگ کا-فای) با یک سری آدم‌ربایی بدنام هنگ کنگ را وحشیانه می‌کند. او اولین پسران پادشاهان هنگ کنگ، لی و لوی را می‌رباید و بیش از ۲ میلیارد دلار هنگ کنگ باج می‌گیرد. از ترس انتقام مجرمان، سوژه‌ها قول می‌دهند که پس از باج دادن به گروگان‌ها به پلیس گزارش ندهند، بنابراین به لوگان و تیمش اجازه می‌دهند از عدالت فرار کنند.
نیروهای پلیس هنگ کنگ به شدت نگران پرونده لوگان هستند و اسکای هو (لوئیس کو)، یک مأمور مخفی هنگ کنگ را برای نفوذ به باند لوگان می‌فرستند. پس از چالش‌های مختلف، اسکای موفق می‌شود به لوگان نزدیک شود و بی سر و صدا منتظر لحظه مناسب برای اقدام است. با این حال، لوگان محتاط و حیله‌گر است. از آنجایی که هیچ‌کس جنایات او را گزارش نکرده‌است، پلیس نمی‌تواند او را تا زمانی که حرکت بعدی خود را انجام دهد دستگیر کند. و پس از تلاش‌های بی‌شماری، اسکای سرانجام هویت هدف ربوده‌شده بعدی لوگان را فاش کرد. اسکای معتقد است که او قبلاً اعتماد لوگان را به دست آورده‌است، از این رو مخفیانه با پلیس تماس می‌گیرد تا حرکت بعدی آنها را برنامه‌ریزی کند، اما متوجه می‌شود که این فقط آزمایش دیگری از سوی لوگان است. لوگان سپس از پلیس فرار می‌کند. دعوای آنها به بالای پل ختم می‌شوند، جایی که لوگان دستگیر می‌شود. اسکای استعفا می‌دهد و نهایتاً لوگان اعدام می‌شود.

## گیشه
فیلم تعقیب اژدها ۲: تیم وحشی وحشی در مجموع ۴۵٫۷ میلیون دلار آمریکا به دست آورد، که با ترکیبی از درآمد گیشه خود از هنگ کنگ، چین، ایالات متحده، استرالیا و نیوزیلند.